# ロビー・リーガン
ロビー・リーガン（Robbie Regan、1968年8月30日 - ）は、イギリス、ウェールズの男性プロボクサー。 ケアフィリ出身。元IBF世界フライ級暫定王者。元WBO世界バンタム級王者。世界2階級制覇王者で、飛び級で2階級制覇を達成した。

## 来歴
1989年8月19日、デビュー戦を行い6回引き分けに終わりデビュー戦はドロー発進でキャリアをスタートした。
1991年2月12日、ケヴィン・ジェンキンスと空位のBBBofCウェールズフライ級王座決定戦を行い、2回にダウンを奪って優位に進め10回判定勝ち(100-95.5)を収め王座獲得に成功した。
1991年5月28日、ジョー・ケリーとBBBofC英国フライ級王座決定戦を行い12回判定勝ちを収め王座獲得に成功した。
1991年9月3日、フランシス・アンポフォと対戦し11回TKO負けを喫しプロ初黒星を喫すると同時に初防衛に失敗し王座から陥落した。
1991年12月17日、フランシス・アンポフォと再戦し、12回判定勝ちを収めBBBofC英国王座返り咲きに成功した。
1992年5月19日、ジェームス・ドゥルモンドと対戦し9回TKO勝ちを収めBBBofC英国王座初防衛に成功した。
1992年11月14日、EBU欧州フライ級王者サルバトレ・ファンニーと対戦し12回判定勝ちを収め王座獲得に成功した。この勝利を機にフライ級で世界ランカー入りを果たした。
1993年3月30日、ダニー・ポーターと対戦し3回TKO勝ちを収め初防衛に成功した。
1994年11月19日、ルイギ・カンムテーロと対戦し12回判定勝ちを収め2度目の防衛に成功した。
1995年6月17日、世界初挑戦をナショナル・アイス・リンクにてWBO世界フライ級王者アルベルト・ヒメネスと対戦し9回終了時棄権により王座獲得に失敗した。
1995年12月16日、リーガンは再起戦が再度世界戦のチャンスを得た。19戦無敗のフェリド・ベン・ジュドーと正規王者ダニー・ロメロの2階級制覇挑戦を見据えて返上の可能性が高いと発表したことに伴い、IBF世界フライ級暫定王者決定戦を行い、2回KO勝ちで暫定ながら世界王座獲得に成功した。
2階級制覇を目指すリーガンはようやく獲得したばかりのIBF世界フライ級暫定王座を返上した。
1996年4月26日、バンタム級に飛び級での転向がいきなりの世界挑戦。WBO世界バンタム級王者ダニエル・ヒメネスと対戦し、バンタム級世界王者の中で安定政権の候補だったヒメネスとの互角のシーソーゲームになり3-0(115-112、116-111、116-113)の判定勝ちを収め飛び級での2階級制覇を達成した。その後リーガンは同王座を1度も防衛することなく返上し現役を引退した。

## 獲得タイトル
- BBBofCウェールズフライ級王座
- BBBofC英国フライ級王座
- EBU欧州フライ級王座
- IBF世界フライ級暫定王座（防衛0度=返上）
- WBO世界バンタム級王座（防衛0度=返上）